# Chevrolet 1800
Chevrolet 1800 ist die Bezeichnung für vier Pkw-Modelle der 1950er- und 1960er-Jahre. Hersteller war Chevrolet in den USA.

## Beschreibung
Im Jahre 1958 gab es den Bel Air und Bel Air Impala. Er war als Limousine mit 2 oder 4 Türen, als 2-Türiges Coupé und ebensolches Cabriolet erhältlich.
Der entsprechende Kombi mit 5 Türen hieß Nomad und wurde noch bis 1961 gebaut.
Von 1959 bis 1964 hieß das entsprechende Modell Impala und ab 1962 trug auch der Kombi diesen Namen.
Alle Modelle sind mit Achtzylinder-V-Motoren ausgestattet. Sie sind vorne eingebaut und treiben die Hinterräder an.